# Copa das Confederações da CAF de 2020–21
A Copa das Confederações da CAF de 2020-21 foi a 18ª edição do torneio, que é a segunda competição de clubes mais importante do continente africano. O vencedor da Copa das Confederações da CAF em 2020-21 ganhou o direito de jogar contra o vencedor da Liga dos Campeões da CAF de 2020–21 na Supercopa da CAF de 2021.
RS Berkane era o atual campeão e, portanto, o defensor do título. Entretanto, foi eliminado na fase de grupos da Liga dos Campeões da temporada. A final foi ganha pelo Raja Casablanca, do Marrocos por 2–1 contra o JS Kabylie da Argélia.

## Alocação das vagas
Todos os 54 membros da CAF podem entrar na Liga dos Campeões da CAF, com os 12 melhores ranqueados de acordo com o Ranking de 5 anos da CAF podendo inscrever duas equipes na competição.
Para a edição de 2020–21, a CAF usou o ranking entre 2016 e 2020, que calcula pontos para cada associação participante com base na performance dos clubes através destes 5 anos na Liga dos Campeões da CAF e na Copa das Confederações da CAF. Os critérios para os pontos são os seguintes:
|                                  | Liga dos Campeões da CAF | Copa das Confederações da CAF |
| -------------------------------- | ------------------------ | ----------------------------- |
| Campeão                          | 6 pontos                 | 5 pontos                      |
| Vice-campeão                     | 5 pontos                 | 4 pontos                      |
| Eliminado na semifinal           | 4 pontos                 | 3 pontos                      |
| Eliminado nas quartas de final   | 3 pontos                 | 2 pontos                      |
| Terceiro lugar na fase de grupos | 2 pontos                 | 1 ponto                       |
| Quarto lugar na fase de grupos   | 1 ponto                  | 0,5 ponto                     |

Os pontos são multiplicados por um coeficiente de acordo com o ano do seguinte modo:
- 2019–20 – 5
- 2020–21 – 4
- 2018 – 3
- 2017 – 2
- 2016 – 1

## Equipes classificadas
As seguintes 51 equipes de 39 associações entraram na competição.
- Equipes (em negrito) se classificaram diretamente a segunda fase.
- As outras equipes entraram na primeira fase.

As associações abaixo são mostradas de acordo com o seu ranking entre 2016 e 2020.
| Associação                                                        | Equipe                                                            | Classificação                                                                          |
| Associações elegíveis para entrar com duas equipes (Ranking 1–12) | Associações elegíveis para entrar com duas equipes (Ranking 1–12) | Associações elegíveis para entrar com duas equipes (Ranking 1–12)                      |
| ----------------------------------------------------------------- | ----------------------------------------------------------------- | -------------------------------------------------------------------------------------- |
| Marrocos · (1º – 190 pts)                                         | RS Berkane                                                        | 3º lugar – Campeonato Marroquino de Futebol de 2019–20                                 |
| Marrocos · (1º – 190 pts)                                         | TAS Casablanca                                                    | Campeão – Taça do Trono de 2018–19                                                     |
| Egito · (2º – 167 pts)                                            | Pyramids                                                          | 3º – Campeonato Egípcio de Futebol de 2019–20                                          |
| Egito · (2º – 167 pts)                                            | Al-Mokawloon                                                      | 4º lugar – Campeonato Egípcio de Futebol de 2019–20                                    |
| Tunísia · (3º – 140 pts)                                          | US Monastir                                                       | 3º lugar – Campeonato Tunisiano de Futebol de 2019–20                                  |
| Tunísia · (3º – 140 pts)                                          | Étoile du Sahel                                                   | 4º lugar – Campeonato Tunisiano de Futebol de 2019–20                                  |
| República Democrática do Congo · (4º – 83 pts)                    | AS Maniema Union                                                  | 3º lugar – Campeonato Nacional de Futebol da República Democrática do Congo de 2019–20 |
| República Democrática do Congo · (4º – 83 pts)                    | DC Motema Pembe                                                   | 4º lugar – Campeonato Nacional de Futebol da República Democrática do Congo de 2019–20 |
| Argélia · (5º – 81 pts)                                           | ES Sétif                                                          | 3º lugar – Campeonato Argelino de Futebol de 2019–20                                   |
| Argélia · (5º – 81 pts)                                           | JS Kabylie                                                        | 4º lugar – Campeonato Argelino de Futebol de 2019–20                                   |
| África do Sul · (6º – 68,5 pts)                                   | Orlando Pirates                                                   | 3º lugar – Campeonato Sul-Africano de Futebol de 2019–20                               |
| África do Sul · (6º – 68,5 pts)                                   | Bloemfontein Celtic                                               | Vice-campeão – Copa da África do Sul de Futebol de 2019–20                             |
| Zâmbia · (7º – 43 pts)                                            | Green Eagles                                                      | 3ª lugar – Campeonato Zambiano de Futebol de 2019–20                                   |
| Zâmbia · (7º – 43 pts)                                            | NAPSA Stars                                                       | 4ª lugar – Campeonato Zambiano de Futebol de 2019–20                                   |
| Nigéria · (8º – 39 pts)                                           | Rivers United                                                     | 3º lugar – Campeonato Nigeriano de Futebol de 2019–20                                  |
| Nigéria · (8º – 39 pts)                                           | Kano Pillars                                                      | Campeão – Copa da Nigéria de Futebol de 2019–20                                        |
| Guiné · (9º – 38 pts)                                             | AS Kaloum Star                                                    | 3º lugar – Campeonato Guineano de Futebol de 2019–20                                   |
| Guiné · (9º – 38 pts)                                             | CI Kamsar                                                         | Vice-campeão – Copa da Guiné de Futebol de 2019                                        |
| Angola · (10º – 36 pts)                                           | Bravos do Maquis                                                  | 3º lugar – Girabola de 2019–20                                                         |
| Angola · (10º – 36 pts)                                           | Sagrada Esperança                                                 | Semifinalista – Taça de Angola de Futebol de 2019–20                                   |
| Sudão · (11º – 29,5 pts)                                          | El Hilal El Obeid                                                 | 3º lugar – Campeonato Sudanês de Futebol de 2019–20                                    |
| Sudão · (11º – 29,5 pts)                                          | Alamal Atbara                                                     | Campeão – Copa do Sudão de Futebol de 2019–20                                          |
| Líbia · (12º – 16,5 pts)                                          | Al Ahly Tripoli                                                   | 3º lugar – Campeonato Líbio de Futebol de 2017–18                                      |
| Líbia · (12º – 16,5 pts)                                          | Al-Ittihad                                                        | Campeão – Copa da Líbia de Futebol de 2018                                             |
| Associações elegíveis para entrar com uma equipe                  |                                                                   |                                                                                        |
| Tanzânia · (13º – 14 pts)                                         | Namungo FC                                                        | Vice-campeão – Copa da Tanzânia de Futebol de 2019–20                                  |
| Costa do Marfim · (14º – 13 pts)                                  | FC San Pédro                                                      | Vice-campeão – Campeonato Marfinense de Futebol de 2019–20                             |
| Moçambique · (17º – 9 pts)                                        | UD Songo                                                          | Campeão – Taça de Moçambique de Futebol de 2019                                        |
| República do Congo · (18º – 8 pts)                                | Étoile du Congo                                                   | Campeão – Copa da República do Congo de Futebol de 2019                                |
| Uganda · (18º – 8 pts)                                            | Kampala City                                                      | Vice-campeão – Campeonato Ugandense de Futebol de 2019–20                              |
| Gana · (20º – 6,5 pts)                                            | Ashanti Gold                                                      | Vencedor do Tier 2 – Campeonato Ganês de Futebol de 2019                               |
| Mali · (20º – 6,5 pts)                                            | Yeelen Olympique                                                  | Vice-campeão – Primeira Divisão Malinesa de 2019–20                                    |
| Ruanda · (22º – 6 pts)                                            | AS Kigali                                                         | Campeão – Copa da Ruanda de Futebol de 2019                                            |
| Essuatíni · (23º – 5 pts)                                         | Mbabane Swallows                                                  | Vice-campeão – Campeonato Essuatiniano de Futebol de 2019–20                           |
| Etiópia · (24º – 4 pts)                                           | Fasil Kenema                                                      | Campeão – Copa da Etiópia de Futebol de 2019                                           |
| Botswana · (25º – 3 pts)                                          | Orapa United                                                      | Campeão – Copa Botswana de Futebol de 2019–20                                          |
| Togo · (25º – 3 pts)                                              | Unisport de Sokodé                                                | Vice-campeão – Campeonato Togolês de Futebol de 2019–20                                |
| Benim · (27º – 2,5 pts)                                           | ESAE FC                                                           | Campeão – Copa do Benim de Futebol de 2019                                             |
| Mauritânia · (27º – 2,5 pts)                                      | Tevragh-Zeïna                                                     | Campeão – Copa da Mauritânia de Futebol de 2020                                        |
| Burquina Fasso · (29º – 2 pts)                                    | Salitas                                                           | Vice-campeão – Campeonato Burquinense de Futebol de 2018–19                            |
| Camarões · (29º – 2 pts)                                          | Coton Sport                                                       | Vice-campeão – Campeonato Camaronês de Futebol de 2019–20                              |
| Burundi                                                           | Musongati                                                         | Campeão – Copa do Burundi de Futebol de 2020                                           |
| Chade                                                             | Renaissance                                                       | Vice-campeão – Campeonato Chadiano de Futebol de 2020                                  |
| Comores                                                           | Ngazi Sport                                                       | Vice-campeão – Copa de Comores de Futebol de 2020                                      |
| Djibuti                                                           | Arta/Solar 7                                                      | Campeão – Copa do Djibouti de Futebol de 2020                                          |
| Guiné Equatorial                                                  | Futuro Kings                                                      | 2º lugar – Campeonato Guinéu-Equatoriano de Futebol de 2019–20                         |
| Gâmbia                                                            | GAMTEL                                                            | Campeão – Campeonato Gambiano de Futebol de 2019–20                                    |
| Níger                                                             | USGN                                                              | Vice-campeão – Copa do Níger de Futebol de 2019                                        |
| Senegal                                                           | ASC Jaraaf                                                        | 2º lugar no momento do abandono – Campeonato Senegalês de Futebol de 2019–20           |
| Somália                                                           | Horseed FC                                                        | Campeão – Copa da Somália de Futebol de 2019                                           |
| Sudão do Sul                                                      | Al Rabita                                                         | Campeão – Copa do Sudão do Sul de Futebol de 2020                                      |
| Zanzibar                                                          | KVZ                                                               | Campeão – Copa de Zanzibar de Futebol de 2020                                          |

| - Cabo Verde - Eritreia - Gabão - Guiné-Bissau - Lesoto - Libéria - Madagáscar - Malawi - Ilhas Maurícias - Namíbia - Quênia - República Centro-Africana - Reunião - São Tomé e Príncipe - Seicheles - Serra Leoa - Zimbabwe |

## Fases de qualificação
Nesta fase, cada vaga foi disputada em partidas de ida e volta. Caso o placar agregado esteja empatado no final da partida de volta a regra do gol fora de casa foi aplicada. Caso o empate ainda persista o vencedor foi definido pela disputa por pênaltis.

### Fase preliminar
| Equipe 1           | Total       | Equipe 2            | 1.º jogo | 2.º jogo |
| ------------------ | ----------- | ------------------- | -------- | -------- |
| AS Kaloum Star     | 1–2         | Tevragh-Zeïna       | 1–1      | 0–1      |
| CI Kamsar          | 0–1         | Renaissance         | 0–0      | 0–1      |
| Yeelen Olympique   | 1–2         | USGN                | 0–1      | 1–1      |
| GAMTEL             | w/o         | TAS Casablanca      | 0–1      | –        |
| ASC Jaraaf         | 3–1         | Kano Pillars        | 3–1      | 0–0      |
| Arta/Solar 7       | 1–10        | Al-Mokawloon        | 0–1      | 1–9      |
| Al-Ittihad         | 7–1         | Horseed FC          | 4–1      | 3–0      |
| US Monastir        | 3–2         | Fasil Kenema        | 2–0      | 1–2      |
| Namungo FC         | w/o         | Al Rabita           | 3–0      | –        |
| Sagrada Esperança  | w/o         | Mbabane Swallows    | –        | –        |
| Orapa United       | 2–2 (gf)    | AS Kigali           | 2–1      | 0–1      |
| Ngazi Sport        | 2–9         | NAPSA Stars         | 1–5      | 1–4      |
| Étoile du Congo    | 1–1 (gf)    | Bravos do Maquis    | 1–1      | 0–0      |
| Alamal Atbara      | 4–0         | KVZ                 | 1–0      | 3–0      |
| Ashanti Gold       | 1–2         | Salitas             | 0–0      | 1–2      |
| Musongati          | 3–4         | Green Eagles        | 2–2      | 1–2      |
| Unisport de Sokodé | 1–2         | Coton Sport         | 0–2      | 1–0      |
| AS Maniema Union   | 2–2 (2–3 p) | Bloemfontein Celtic | 0–2      | 2–0      |
| Futuro Kings       | 3–3 (0–2 p) | Rivers United       | 2–1      | 1–2      |

### Primeira fase
| Equipe 1            | Total    | Equipe 2          | 1.º jogo | 2.º jogo |
| ------------------- | -------- | ----------------- | -------- | -------- |
| Tevragh-Zeïna       | 0–2      | RS Berkane        | 0–0      | 0–2      |
| Renaissance         | w/o      | ES Sétif          | –        | –        |
| USGN                | 1–4      | JS Kabylie        | 1–2      | 0–2      |
| TAS Casablanca      | 5–1      | ESAE FC           | 4–0      | 1–1      |
| ASC Jaraaf          | 2–2 (gf) | FC San Pédro      | 0–1      | 2–1      |
| Al-Mokawloon        | 1–2      | Étoile du Sahel   | 0–0      | 1–2      |
| Al-Ittihad          | 2–4      | Pyramids          | 0–1      | 2–3      |
| US Monastir         | 2–0      | Al Ahly Tripoli   | 2–0      | 0–0      |
| Namungo FC          | 5–3      | El Hilal El Obeid | 2–0      | 3–3      |
| Sagrada Esperança   | w/o      | Orlando Pirates   | 0–1      | –        |
| AS Kigali           | 3–3 (gf) | Kampala City      | 2–0      | 1–3      |
| NAPSA Stars         | 1–1 (gf) | UD Songo          | 0–0      | 1–1      |
| Bravos do Maquis    | 1–3      | DC Motema Pembe   | 0–1      | 1–2      |
| Alamal Atbara       | 0–3      | Salitas           | 0–1      | 0–2      |
| Green Eagles        | 0–3      | Coton Sport       | 0–2      | 0–1      |
| Bloemfontein Celtic | 0–5      | Rivers United     | 0–2      | 0–3      |

### Play-offs
Devido à desistência do Gazelle, o RS Berkane classificou-se diretamente para a Fase de Grupos, pois era o time com a melhor posição no ranking da CAF.
| - Stade Malien - Al-Ahly Benghazi - Young Buffaloes - CS Sfaxien - Raja Casablanca - Gazelle - 1º de Agosto - Nkana - RC Abidjan - AS Bouenguidi - Enyimba - FC Platinum - AS SONIDEP - Jwaneng Galaxy - Asante Kotoko - Gor Mahia |

| Equipe 1         | Total       | Equipe 2        | 1.º jogo | 2.º jogo |
| ---------------- | ----------- | --------------- | -------- | -------- |
| Enyimba          | 1–1 (5–4 p) | Rivers United   | 1–0      | 0–1      |
| 1º de Agosto     | 5–7         | Namungo FC      | 2–6      | 3–1      |
| FC Platinum      | 0–2         | ASC Jaraaf      | 0–1      | 0–1      |
| CS Sfaxien       | 5–2         | AS Kigali       | 4–1      | 1–1      |
| Raja Casablanca  | 1–1 (6–5 p) | US Monastir     | 1–0      | 0–1      |
| Nkana            | 3–2         | TAS Casablanca  | 2–0      | 1–2      |
| Gor Mahia        | 2–3         | NAPSA Stars     | 0–1      | 2–2      |
| AS Bouenguidi    | 2–3         | Salitas         | 1–0      | 1–3      |
| Asante Kotoko    | 1–2         | ES Sétif        | 1–2      | 0–0      |
| Young Buffaloes  | 1–4         | Étoile du Sahel | 1–2      | 0–2      |
| AS SONIDEP       | 0–2         | Coton Sport     | 0–1      | 0–1      |
| Al-Ahly Benghazi | 2–2 (8–7 p) | DC Motema Pembe | 1–1      | 1–1      |
| Stade Malien     | 2–2 (gf)    | JS Kabylie      | 2–1      | 0–1      |
| RC Abidjan       | 0–4         | Pyramids        | 0–2      | 0–2      |
| Jwaneng Galaxy   | 0–4         | Orlando Pirates | 0–3      | 0–1      |

## Fase de Grupos
O sorteio para a fase de grupos foi realizado em 22 de fevereiro de 2021 na sede da CAF no Cairo, Egito. Os 15 vencedores dos play-offs e o RS Berkane foram alocados em quatro grupos, Pote 1, Pote 2, Pote 3 e Pote 4, contendo 4 times cada.
As equipes foram divididas nos potes pelo ranking da CAF (em parênteses).
| Equipe          | Pts |
| --------------- | --- |
| RS Berkane      | 47  |
| Étoile du Sahel | 47  |
| Raja Casablanca | 39  |
| Enyimba         | 21  |

| Equipe     | Pts |
| ---------- | --- |
| Pyramids   | 20  |
| CS Sfaxien | 16  |
| ES Sétif   | 12  |
| JS Kabylie | 10  |

| Equipe          | Pts |
| --------------- | --- |
| Orlando Pirates | 8   |
| Nkana           | 8   |
| Salitas         | 2   |
| Coton Sport     | 2   |

| Equipe          | Pts |
| --------------- | --- |
| Namungo FC      | –   |
| Al Ahly Tripoli | –   |
| ASC Jaraaf      | –   |
| NAPSA Stars     | –   |

### Grupo A
| Pos | Equipe          | Pts | J | V | E | D | GP | GC | SG | Classificado |     | ENY | ORL | ESS | AHL |
| --- | --------------- | --- | - | - | - | - | -- | -- | -- | ------------ | --- | --- | --- | --- | --- |
| 1   | Enyimba         | 9   | 6 | 3 | 0 | 3 | 6  | 8  | −2 | Fase Final   |     | —   | 1–0 | 2–1 | 2–1 |
| 2   | Orlando Pirates | 9   | 6 | 2 | 3 | 1 | 5  | 2  | +3 | Fase Final   |     | 2–1 | —   | 0–0 | 3–0 |
| 3   | ES Sétif        | 8   | 6 | 2 | 2 | 2 | 5  | 3  | +2 |              |     | 3–0 | 0–0 | —   | 1–0 |
| 4   | Al Ahly Tripoli | 7   | 6 | 2 | 1 | 3 | 3  | 6  | −3 |              | 1–0 | 0–0 | 1–0 | —   |     |

1. 1 2  Empatados em pontos no confronto direto (3), no saldo de gols no confronto direto (0) e na quantidade de gols em confrontos diretos (2). Gols fora de casa no confronto direto: Enyimba 1, Orlando Pirates 0

### Grupo B
| Pos | Equipe      | Pts | J | V | E | D | GP | GC | SG | Classificado |     | JSK | COT | RSB | NAP |
| --- | ----------- | --- | - | - | - | - | -- | -- | -- | ------------ | --- | --- | --- | --- | --- |
| 1   | JS Kabylie  | 12  | 6 | 3 | 3 | 0 | 7  | 4  | +3 | Fase Final   |     | —   | 1–0 | 0–0 | 2–1 |
| 2   | Coton Sport | 9   | 6 | 3 | 0 | 3 | 10 | 6  | +4 | Fase Final   |     | 1–2 | —   | 2–0 | 5–1 |
| 3   | RS Berkane  | 8   | 6 | 2 | 2 | 2 | 4  | 4  | 0  |              |     | 0–0 | 2–1 | —   | 2–0 |
| 4   | NAPSA Stars | 4   | 6 | 1 | 1 | 4 | 5  | 12 | −7 |              | 2–2 | 0–1 | 1–0 | —   |     |

### Grupo C
| Pos | Equipe          | Pts | J | V | E | D | GP | GC | SG | Classificado |     | JAR | CSS | ETO | SAL |
| --- | --------------- | --- | - | - | - | - | -- | -- | -- | ------------ | --- | --- | --- | --- | --- |
| 1   | ASC Jaraaf      | 11  | 6 | 3 | 2 | 1 | 5  | 3  | +2 | Fase Final   |     | —   | 1–0 | 0–0 | 2–1 |
| 2   | CS Sfaxien      | 10  | 6 | 2 | 4 | 0 | 6  | 3  | +3 | Fase Final   |     | 1–2 | —   | 2–0 | 5–1 |
| 3   | Étoile du Sahel | 8   | 6 | 2 | 2 | 2 | 6  | 5  | +1 |              |     | 0–0 | 2–1 | —   | 2–0 |
| 4   | Salitas         | 3   | 6 | 1 | 0 | 5 | 2  | 8  | −6 |              | 2–2 | 0–1 | 1–0 | —   |     |

### Grupo D
| Pos | Equipe          | Pts | J | V | E | D | GP | GC | SG | Classificado |     | RAJ | PYR | NKA | NAM |
| --- | --------------- | --- | - | - | - | - | -- | -- | -- | ------------ | --- | --- | --- | --- | --- |
| 1   | Raja Casablanca | 11  | 6 | 3 | 2 | 1 | 5  | 3  | +2 | Fase Final   |     | —   | 1–0 | 0–0 | 2–1 |
| 2   | Pyramids        | 10  | 6 | 2 | 4 | 0 | 6  | 3  | +3 | Fase Final   |     | 1–2 | —   | 2–0 | 5–1 |
| 3   | Nkana           | 8   | 6 | 2 | 2 | 2 | 6  | 5  | +1 |              |     | 0–0 | 2–1 | —   | 2–0 |
| 4   | Namungo FC      | 3   | 6 | 1 | 0 | 5 | 2  | 8  | −6 |              | 2–2 | 0–1 | 1–0 | —   |     |

## Fase final

### Sorteio
O sorteio para a fase final ocorreu em 30 de abril de 2021, as 14:00 (UTC+2), em Cairo, Egito.
O mecanismo de sorteio de cada fase é o seguinte:
- No sorteio das quartas de final, os quatro líderes dos grupos serão colocados em um pote, enquanto que os quatro vice-líderes serão colocados em outro. As equipes que finalizaram em primeiro lugar na fase de grupos (pote 1 no sorteio) enfrentarão as equipes que finalizaram em segundo lugar (pote 2). As equipes do mesmo grupo não podem ser sorteadas entre si, podendo ser sorteadas equipes de um mesmo país.
- No sorteio das semifinais não existe cabeça de chave e equipes do mesmo grupo (fase de grupos) e do mesmo país podem ser sorteadas.

### Equipes classificadas
| Grupo | Líderes de grupo | Vice-líderes de grupo |
| ----- | ---------------- | --------------------- |
| A     | Enyimba          | Orlando Pirates       |
| B     | JS Kabylie       | Coton Sport           |
| C     | ASC Jaraaf       | CS Sfaxien            |
| D     | Raja Casablanca  | Pyramids              |

### Chaveamento
|  | Quartas-de-final | Quartas-de-final    | Quartas-de-final | Quartas-de-final |      |             | Semifinais       | Semifinais       | Semifinais       | Semifinais       |  |  | Final           | Final       | Final       | Final       |
|  | 16 e 23 de maio  | 16 e 23 de maio     | 16 e 23 de maio  | 16 e 23 de maio  |      |             | 20 e 27 de junho | 20 e 27 de junho | 20 e 27 de junho | 20 e 27 de junho |  |  | 10 de julho     | 10 de julho | 10 de julho | 10 de julho |
|  |                  |                     |                  |                  |      |             |                  |                  |                  |                  |  |  |                 |             |             |             |
|  | Pyramids         | 4                   | 1                | 5                |      |             |                  |                  |                  |                  |  |  |                 |             |             |             |
|  | Enyimba          | 1                   | 1                | 2                |      |             |                  |                  |                  |                  |  |  |                 |             |             |             |
|  | Enyimba          | 1                   | 1                | 2                |      | Pyramids    | 0                | 0                | 0(4)             |                  |  |  |                 |             |             |             |
|  |                  |                     |                  |                  |      | Pyramids    | 0                | 0                | 0(4)             |                  |  |  |                 |             |             |             |
|  |                  | Raja Casablanca (p) | 0                | 0                | 0(5) |             |                  |                  |                  |                  |  |  |                 |             |             |             |
|  | Orlando Pirates  | Raja Casablanca (p) | 0                | 0                | 0(5) | 1           | 0                | 1                |                  |                  |  |  |                 |             |             |             |
|  | Orlando Pirates  |                     |                  |                  |      | 1           | 0                | 1                |                  |                  |  |  |                 |             |             |             |
|  | Raja Casablanca  | 1                   | 4                | 5                |      |             |                  |                  |                  |                  |  |  |                 |             |             |             |
|  |                  |                     |                  |                  |      |             |                  |                  |                  |                  |  |  | Raja Casablanca | 2           |             |             |
|  |                  |                     | JS Kabylie       | 1                |      |             |                  |                  |                  |                  |  |  |                 |             |             |             |
|  | Coton Sport (gf) | 1                   | 1                | 2                |      |             |                  |                  |                  |                  |  |  |                 |             |             |             |
|  | ASC Jaraaf       | 0                   | 2                | 2                |      |             |                  |                  |                  |                  |  |  |                 |             |             |             |
|  | ASC Jaraaf       | 0                   | 2                | 2                |      | Coton Sport | 1                | 0                | 1                |                  |  |  |                 |             |             |             |
|  |                  |                     |                  |                  |      | Coton Sport | 1                | 0                | 1                |                  |  |  |                 |             |             |             |
|  |                  | JS Kabylie          | 2                | 3                | 5    |             |                  |                  |                  |                  |  |  |                 |             |             |             |
|  | CS Sfaxien       | JS Kabylie          | 2                | 3                | 5    | 0           | 1                | 1                |                  |                  |  |  |                 |             |             |             |
|  | CS Sfaxien       |                     |                  |                  |      | 0           | 1                | 1                |                  |                  |  |  |                 |             |             |             |
|  | JS Kabylie       | 1                   | 1                | 2                |      |             |                  |                  |                  |                  |  |  |                 |             |             |             |

### Quartas de final
| Equipe 1        | Total    | Equipe 2        | 1.º jogo | 2.º jogo |
| --------------- | -------- | --------------- | -------- | -------- |
| Pyramids        | 5–2      | Enyimba         | 4–1      | 1–1      |
| Orlando Pirates | 1–5      | Raja Casablanca | 1–1      | 0–4      |
| Coton Sport     | 2–2 (gf) | ASC Jaraaf      | 1–0      | 1–2      |
| CS Sfaxien      | 1–2      | JS Kabylie      | 0–1      | 1–1      |

### Semifinais
| Equipe 1    | Total       | Equipe 2        | 1.º jogo | 2.º jogo |
| ----------- | ----------- | --------------- | -------- | -------- |
| Pyramids    | 0–0 (4–5 p) | Raja Casablanca | 0–0      | 0–0      |
| Coton Sport | 1–5         | JS Kabylie      | 1–2      | 0–3      |

### Final
| 10 de julho de 2021 | Raja Casablanca         | 2 – 1     | JS Kabylie | Stade de l'Amitié, Cotonu |
| 20:00 (UTC+1)       | Rahimi 5' · Malango 14' | Relatório | Zaka 46'   | Árbitro: RSA Victor Gomes |

## Premiação
| Copa das Confederações da CAF de 2020–21 |
| Marrocos                                 |
| ---------------------------------------- |
| Raja Casablanca Campeão (2.º título)     |